# Rivierre-Casalis
Pour les articles homonymes, voir Casalis.
Rivierre-Casalis (ou Rivière Casalis) est une ancienne entreprise française fondée en 1886, fabricant de matériel de battage, spécialisée dans la conception et la fabrication de machines agricoles,  essentiellement des ramasseuses-presse. Rivierre-Casalis a fait partie des premiers constructeurs à introduire le concept de grosse balle.

## Histoire
Désiré Rivierre, directeur de l’entreprise de matériel agricole Cumming (créée en 1845 à Orléans), fonde en 1886 sa propre entreprise qui devient en 1922 les Établissements Rivierre-Casalis.
Dans les années 1970 le site de Saint-Jean-de-Braye dans le Loiret compte jusqu’à 1 200 personnes.
L'entreprise « s'est rapidement développée grâce (entre autres) à ses accords avec différents constructeurs dont Renault en 1978. »
De 1952 à 1976, Rivierre-Casalis possède une usine à Fleury-les-Aubrais, puis le site est loué à Renault Agriculture qui y stocke des tracteurs jusqu’en 1986.
En 1990, l'entreprise néerlandaise Vicon (nl), Rivierre-Casalis, PZ et des éléments de l'entreprise allemande Deutz-Fahr forment la nouvelle entreprise Greenland.
En 1998, Greenland et Vicon sont achetés  par le groupe norvégien Kverneland Group, qui par la suite s'appellera Vicon and Kverneland. le nom de Vicon est alors adopté pour la marque Rivierre-Casalis. 
En 2001, Kverneland ferme l'usine Vicon R.C. (l'ancienne usine Rivierre-Casalis) à Saint-Jean-de-Braye.
En 2010, l'ancienne usine de Rivierre-Casalis à Fleury-les-Aubrais, depuis longtemps désaffectée, est démolie pour faire place à la zone d'activités André-Dessaux.